# ハルジット・サージャン
ハルジット・シン・サージャン（英語：Harjit Singh Sajjan、ヒンディー語：हरजीत सिंह सज्जन、1970年9月6日 - ）は、カナダの政治家。
2015年カナダ総選挙で保守党の現職議員ワイ・ヤングを破り、バンクーバー南選挙区から庶民院（下院）議員に初当選。同年11月4日にジャスティン・トルドー内閣に国防大臣として入閣した。カナダでシーク教徒が国防大臣に就任したのは、これがはじめてであった。その後、国際開発大臣を経て、2023年より枢密院議長兼緊急事態準備大臣兼太平洋経済開発担当大臣を務める。
政治家になる以前はバンクーバー警察の組織犯罪課捜査官で、同時にカナダ軍で中佐を務めてアフガニスタンに駐留した。カナダ軍予備軍連隊を指揮した最初のカナダ人シーク教徒でもあった。
日本語では、ハージット・サージャンとも表記される。

## 初期の経歴
1970年9月6日にインドのパンジャーブ州ホーシャルプル地区のボンベリ村で誕生した。父のクンダン・サージャンはインドのパンジャーブ警察の巡査長を務め、現在はシーク教徒擁護団体の世界シーク機構の会員である。1976年（当時5歳）に母親・姉と共にカナダに移住し、それより2年前にブリティッシュコロンビアの製材所で働いていた父親に加わった。家族がカナダでの新しい生活で定着しつつある間、彼の母親は夏にブリティッシュコロンビア州ローワーメインランド地域のベリー農場で、しばしばハージットと妹と共に働いていた。ハージットはバンクーバー南部で育った。 
1996年に家庭医のクルジット・カウルと結婚し、息子のアージュン・サージャンと娘のジェーヴット・サージャンがいる。 
10代の頃にシーク教徒として入信した（アムリット）のも、同級生のビンディー・ジョハルのような悪い連中から逃れる方法と考えていたからである。 

## 軍と警察での経歴
1989年にブリティッシュコロンビア連隊の騎兵となり、1991年に将校に昇格した。最終的な職階は中佐である。軍では海外に4回（ボスニア・ヘルツェゴビナに1回、 アフガニスタンに3回）派遣された。サージャンはボスニアでの服役中に負傷した。ボスニアでの展開から戻った後、 バンクーバー警察の警察官として11年勤務した。麻薬密売と組織犯罪捜査を専門とする捜査官としてバンクーバー警察署でキャリアを終えた。
アフガニスタンへの最初の派遣は、2006年にメデューサ作戦が開始される少し前であり、その間バンクーバー警察署の組織犯罪捜査チームでの仕事を離れた。カンダハールのカナダ陸軍連隊第1大隊と共に展開し、アフガニスタン警察との連絡係として働いた。アフガニスタン政府の腐敗がタリバン体制を促進していることを見出した 。これらの発見をデイヴィッド・フレイザー准将に報告した後、サージャンはメデューサ作戦の全般的な計画面を支援する任務を負った 。 
フレイザー准将は作戦中のサージャンのリーダーシップを「素晴らしいものに他ならない」と評価した 。サージャンがバンクーバーに戻ったとき、フレイザーはサージャンを「隊で最も優れたカナダ情報機関」と表現する手紙を警察署に送り、彼の仕事が「多数の連合軍の命を救った」と述べ、カナダ軍は「全戦術的な情報戦術の訓練と構築について彼のアドバイスを求めるべきだ」と書いた。2006年9月に重要な地形を確保するための無名作戦の計画と実施における戦術的な反乱鎮圧の知識の有用性のため、現場での勇敢性が認知された。 
帰国後にサージャンはバンクーバー警察を退職したが、予備役として残り、カナダとアメリカの軍人に情報収集技術を教える独自のコンサルティング事業を開始した。 彼はまた、アメリカの政策アナリストとアフガニスタンの専門家であるバーネット・ルービンも担当した。アフガニスタンのアヘン取引に対処するサージャンの見解についての相関関係として始まり、アフガニスタンのアメリカの軍で外交手腕のあるリーダーへのアドバイザーとして、協同に発展した。 
2009年に別の職務の為にアフガニスタンに戻り、その為にバンクーバー警察を再び離れた。2010年に3回目のアフガニスタン任務で、当時少将のジェームズ・L・テリー指揮官への特別補佐官として派遣された際は既に2回休職しているため、バンクーバー警察を退職した。 
2011年にブリティッシュコロンビア連隊（コノート公爵）の司令官に指名され、カナダ軍の予備連隊を指揮した最初のシーク教徒になった。 
カンダハール州でのタリバン影響力を弱めた功績により、2012年に防衛功労勲章（MSM）を授与された。またカナダ平和維持活動勲章（CPSM）を授与された。彼はまた軍事勲章（OMM）を受賞した。なおブリティッシュコロンビア州副知事の補佐官を務めた。  
シーク教の教義により体毛を剃ることができず、顔の毛も剃ることができないため通常の軍用防毒マスクの使用を妨げたが、サージャンはひげがあっても使用できる独自の防毒マスクを発明し、1996年に特許を取得した。

## 政治家の経歴

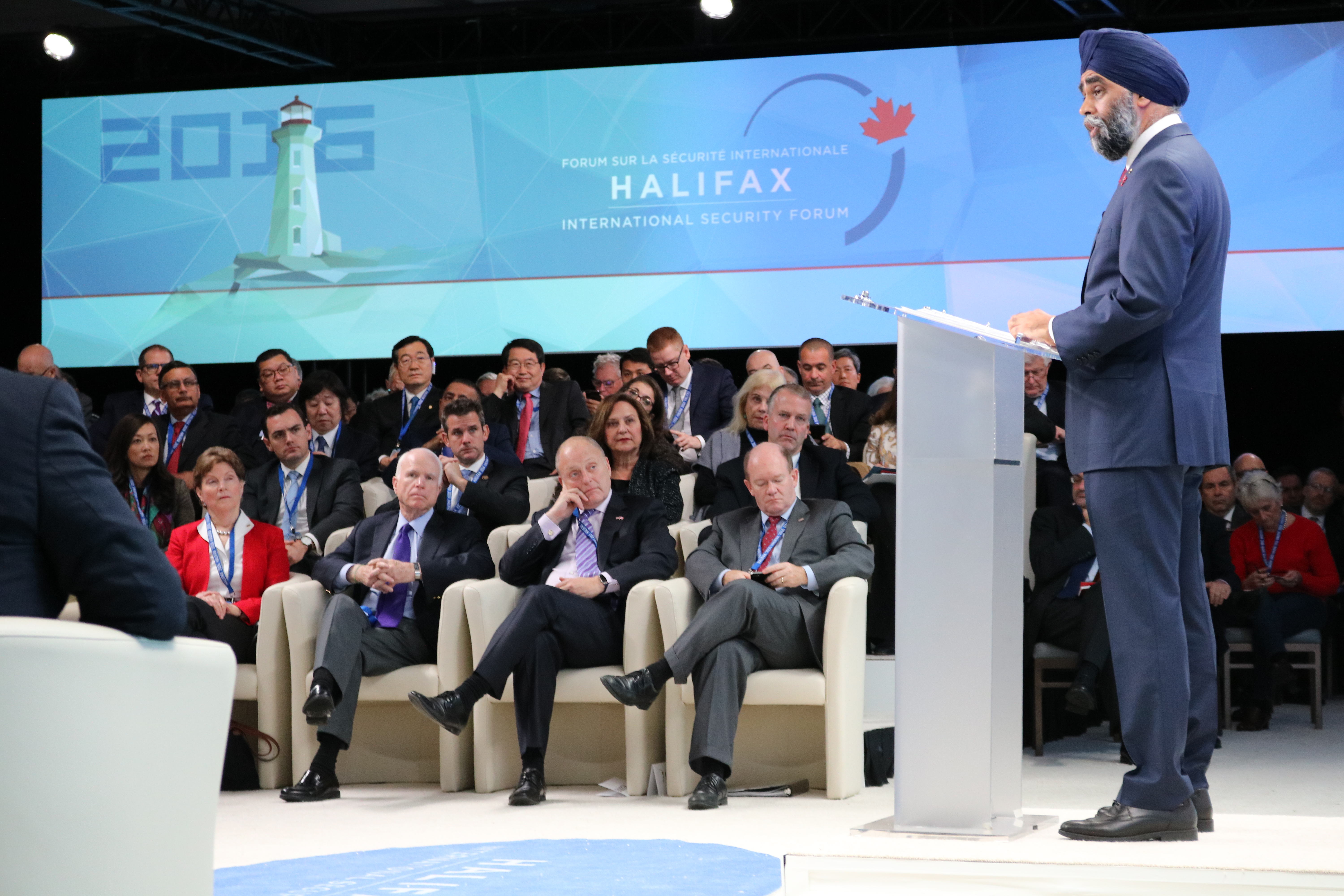
ハリファックス国際セキュリティフォーラムで講演するサージャン（2016年11月18日）

2015年のカナダ総選挙で、保守党の現職議員ワイ・ヤングを破ってバンクーバー南部選挙区にて選出された。2015年11月4日、ジャスティン・トルドーが率いる連邦内閣で国防大臣に任命された。また、2019年2月12日に退役軍人局大臣の代理に任命された。 
サージャンのカリスタン運動との関係は、パンジャーブ州のアマリンダー・シン州首相と外交摩擦を引き起こしたと言われている。また「アフガニスタンの戦闘任務（メデューサ作戦）の間、カナダ人が抑留者をアフガニスタン当局に渡して拷問されたことで、抑留者論争に直面している（playing down his connections to the detainee controversy during the [Afghanistan] combat mission [Medusa], where Canadians handed over prisoners to torture by Afghan authorities.）」という新民主党の主張に遭っている。 
2019年9月に中華人民共和国成立70周年を祝賀するイベントに参加した。サージャンの報道官は「サージャンはライディング選挙区（慈善協会が長く中国のカナダのコミュニティの中心部分であった）の候補者としての立場で参加し、長く留まらない」と発言した。 

### メデューサ作戦における役割をめぐる論争
2017年4月にインドのニューデリーでの公開スピーチで、2006年9月にカンダハール周辺からタリバンの戦闘機を排除するカナダの攻勢であるメデューサ作戦の「建築家」と自称した。2015年7月にBCプログラムのコンバセーションズ・ザット・メイターの中で同じ主張をしており、2017年に作戦を中断した当時のチーフであるジョナサン・ヴァンス将軍は、2006年の作戦時に「建築家」のサージャンを見たと声明を出した。メデューサ作戦時のサージャンは予備役の少佐であり、タスクフォースカンダハル連絡官であり、メデューサ作戦のような大規模な戦闘作戦は通常将軍や大佐によって行われた。 
この話を最初に報道したナショナルポストで引用された匿名の将校の1人はサージャンの声明を「大胆な嘘」と呼んだ。彼によるとサージャンは個人的資質や情報処理力で大きく賞賛されているが、メデューサ作戦の計画は共同作業だったため「本当に許し難い」とした 。カナダの歴史家ジャック・グラナトスタインは、サージャンは作戦の前線で重要な情報を提示した熟練した情報担当官であったが「主要な作戦参謀を担当していたわけでは決してなかっただろう」と述べた。グラナトスタインは「この間違いは辞任に値するものではないが、それでも軍との関係を悪化させるだろう」と言っている 。トロントのラジオ局「AM640」でのインタビューで、メデューサ作戦時にカンダハールにおいてNATO軍南アフガニスタン作戦の参謀長を務めていたイギリス人将校クリストファー・ヴァーノンは、作戦参謀におけるサージャンの役割は「不可欠以上のもの」であり、サージャンは中心的な役割を果たしたと述べた。サージャンが主参謀であるオーストラリア中佐と「実践的に」働いていたこと、そしてサージャンの情報活動がなければ作戦は実行できなかったであろうと指摘した 。デイビッド・フレイザー准将は、サージャンの役割はメデューサ作戦にて不可欠なものだったと大きく称賛していた。 
サージャンは作戦に参加したカナダ軍・アメリカ軍・アフガニスタン軍のメンバーに謝罪し、メデューサ作戦の成功はカナダ軍の全構成員の貢献によるものであると述べた。また、サージャンは自分を「建築家」と呼ぶのは間違いであるとし、作戦を計画したチームを率いるデイビッド・フレイザー准将の役割を強調した。  
サージャンは反対派から辞任を求められた際にもジャスティン・トルドーに支持された。保守党が下院でサージャンに対する不信任投票を提出したが、採択されなかった。
2021年10月26日国防大臣を退任し、国際開発大臣兼太平洋経済開発担当大臣に転じた。2023年7月には、枢密院議長兼緊急事態準備大臣に就任した（太平洋経済開発担当大臣は留任）。

## 栄典
サージャンは軍歴中及び軍歴後、以下の栄誉と勲章を授与された。
| 略綬 | 説明                              | 備考                                                           |
|      | 軍事勲章 （OMM）                  | - 2012年10月17日 オフィサー叙勲 - 2014年6月20日 メンバー叙勲 - |
|      | 防衛功労勲章（MSM）               | - 2012年8月22日授与 - 軍事部                                   |
|      | 東南アジア従軍紀章                | - 「AFGHANISTAN」記                                            |
|      | カナダ作戦功労勲章                | - 南西アジアのリボン - 回転バー2個付き                         |
|      | 柏葉敢闘賞                        | - 2008年6月4日授与                                             |
|      | NATOサービスメダル                | - 元ユーゴスラビア                                             |
|      | カナダ平和維持活動勲章            |                                                                |
|      | エリザベス2世女王在位50年記念勲章 | - 2002 - カナダのエリザベス2世女王からの贈物 -                 |
|      | エリザベス2世女王在位60年記念勲章 | - 2012 - カナダのエリザベス2世女王からの贈物 -                 |
|      | カナダ軍勲章 （CD）               | - 1クラスプ                                                    |
|      | 栄誉勲章                          | - アメリカ合衆国の国防長官から                                 |
|      | 国防長官表彰                      |                                                                |
|      | 副大臣賞                          | - 国防省から                                                   |

## 過去の選挙結果
| 自由党                               | ハルジット・サージャン | 19,910 | 49.4  |
| 新民主党                             | ショーン・マキリアン   | 9,922  | 24.6  |
| 保守党                               | スフビール・シン・ギル | 9,060  | 22.5  |
| 国民党                               | アンソニー・クック     | 1,104  | 2.7   |
| カナダ共産党マルクス＝レーニン主義派 | アン・ジェイミソン     | 287    | 0.7   |
| 有効投票数                           | 有効投票数             | 40,283 | 100.0 |
| 無効投票数                           | 無効投票数             | 493    |       |
| 投票数                               | 投票数                 | 40,776 |       |
| 出典：Elections Canada               |                        |        |       |

| 政党                   | 候補者                   | 得票数 | %     | ±%    | 支出 |
| ---------------------- | ------------------------ | ------ | ----- | ----- | ---- |
| 自由党                 | ハルジット・サージャン   | 17,808 | 41.2  | -7.61 |      |
| 保守党                 | ウェイ・ヤング           | 14,388 | 33.3  | -0.58 |      |
| 新民主党               | ショーン・マキリアン     | 8,015  | 18.6  | +4.63 |      |
| 緑の党                 | ジュディ・ゼイコウスキー | 2,451  | 5.7   | +3.12 |      |
| 国民党                 | アラン・デン             | 532    | 1.2   | -     |      |
| 有効投票数             | 有効投票数               | 43,194 | 100.0 |       |      |
| 無効投票数             | 無効投票数               | 431    |       |       |      |
| 投票数                 | 投票数                   | 43,625 | 58.9  |       |      |
| 有権者数               | 有権者数                 | 74,114 |       |       |      |
| 出典：Elections Canada |                          |        |       |       |      |

| 政党                   | 候補者                   | 得票数 | %     | ±%     | 支出        |
| ---------------------- | ------------------------ | ------ | ----- | ------ | ----------- |
| 自由党                 | ハルジット・サージャン   | 21,773 | 48.81 | +15.06 | $161,402.16 |
| 保守党                 | ウェイ・ヤング           | 15,115 | 33.88 | -8.54  | $118,748.27 |
| 新民主党               | アマンディープ・ニジャー | 6,230  | 13.97 | -7.10  | $63,954.79  |
| 緑の党                 | イレイン・イン           | 1,149  | 2.58  | +0.37  | $5,232.68   |
| 共産党                 | チャールズ・ボイラン     | 178    | 0.40  | -      | -           |
| プログレッシブカナダ党 | ラジ・グプタ             | 166    | 0.37  | -      | -           |
| 有効投票数             | 有効投票数               | 44,611 | 100.0 |        | $203,440.39 |
| 無効投票数             | 無効投票数               | 259    | 0.58  | -      |             |
| 投票数                 | 投票数                   | 44,870 | 64.04 | -      |             |
| 有権者数               | 有権者数                 | 70,062 |       |        |             |
| 出典：Elections Canada |                          |        |       |        |             |